# كين (العدين)

تعديل مصدري - تعديل

كين محلة تابعة لقرية الزهر، التابعة لعزلة الرضائى بمديرية العدين إحدى مديريات محافظة إب في الجمهورية اليمنية، بلغ تعداد سكانها 55 حسب تعداد اليمن لعام 2004.